# ITF Future Trier
Das ITF Future Trier (offizieller Name „Bitburger Tennis Grand Prix“) ist ein seit 1986 jährlich stattfindendes Tennisturnier in Trier, das mit 15.000 US-Dollar (bis 2016 10.000 US-Dollar) dotiert ist. Es ist seit 1998 Teil der ITF Future Tour und wird im Freien auf Sandplatz ausgetragen. Ausrichter des Turniers ist der TC Trier auf seiner Platzanlage mit 24 Sandplätzen.

## Liste der Sieger

### Einzel
| Jahr | Sieger               | Finalgegner                 | Ergebnis       |
| ---- | -------------------- | --------------------------- | -------------- |
| 2017 | Alexei Watutin       | Enrique López Pérez         | 2:6, 6:4, 6:2  |
| 2016 | Maximilian Marterer  | Federico Coria              | 6:1, 6:2       |
| 2015 | Maximilian Neuchrist | Jan Choinski                | 6:75, 6:4, 6:3 |
| 2014 | Peter Torebko        | Cristóbal Saavedra Corvalán | 6:2, 6:4       |
| 2013 | Yannick Mertens      | Petar Trendafilow           | 6:4, 6:2       |
| 2012 | Sebastian Fanselow   | Maximilian Dinslaken        | 6:2, 6:4       |
| 2011 | Marc Sieber          | Peter Gojowczyk             | 6:2, 4:6, 6:4  |
| 2010 | Grigor Dimitrow      | David Goffin                | 4:6, 6:1, 6:4  |
| 2009 | Éric Prodon          | Marius Zay                  | 6:2, 6:4       |
| 2008 | Dustin Brown         | Tobias Clemens              | 7:5, 6:76, 6:0 |
| 2007 | Andreas Beck         | Ladislav Chramosta          | 6:2, 6:4       |
| 2006 | Niels Desein         | Lukáš Rosol                 | 2:6, 7:61, 6:4 |
| 2005 | Andreas Beck         | Trystan Meniane             | 6:3, 6:0       |
| 2004 | Éric Prodon          | Steve Darcis                | 6:3, 6:3       |
| 2002 | Slimane Saoudi       | Petr Kralert                | 6:2, 6:4       |
| 2001 | Christian Kordasz    | Martin Verkerk              | 6:4, 6:2       |
| 2000 | Melle van Gemerden   | Nikolai Dawydenko           | 4:6, 6:4, 6:3  |
| 1999 | Martin Verkerk       | Diego Moyano                | 6:2, 6:0       |
| 1998 | Daniel Elsner        | Igor Gaudi                  | 6:3, 6:7, 6:3  |

### Doppel
| Jahr | Sieger                                 | Finalgegner                              | Ergebnis          |
| ---- | -------------------------------------- | ---------------------------------------- | ----------------- |
| 2017 | Vasile Antonescu Patrick Grigoriu      | Scott Puodziunas Hunter Reese            | 5:7, 6:4, [10:1]  |
| 2016 | Germain Gigounon Jeroen Vanneste       | Roy Sarut de Valk Peter Torebko          | 6:4, 6:3          |
| 2015 | Maximilian Neuchrist George von Massow | Ugo Nastasi Mike Scheidweiler            | 6:4, 5:7, [10:8]  |
| 2014 | Kevin Kaczynski Petar Trendafilow      | Franjo Raspudić Salar Saraydarpour       | 6:4, 4:6, [10:8]  |
| 2013 | David Škoch Jan Zedník                 | Gustavo Gómez Buyatti Kirill Nassanow    | 6:2, 7:64         |
| 2012 | Maximilian Dinslaken George von Massow | Moritz Linhart Julian Wenzel             | 7:60, 6:2         |
| 2011 | Carl Bergman Juho Paukku               | Peter Gojowczyk Marc Sieber              | 6:4, 6:1          |
| 2010 | Alexandre Folie David Goffin           | Patrick Frandji Michael Hole             | 6:0, 6:74, [10:7] |
| 2009 | Dustin Brown Kevin Deden               | Érik Chvojka Patrick Taubert             | 4:6, 6:3, [10:6]  |
| 2008 | Dustin Brown Stefan Seifert            | Peter Torebko Holger Zühlsdorff-Pavlovic | 6:1, 6:4          |
| 2007 | Andreas Beck Marcel Zimmermann         | Benjamin Ebrahimzadeh Philipp Petzschner | kampflos          |
| 2006 | Dustin Brown Daniel Puttkammer         | Stefan Kilchhofer Sven Swinnen           | 6:3, 4:6, 6:4     |
| 2005 | Rameez Junaid Markus Schiller          | Dustin Brown Sebastian Rieschick         | 6:0, 6:4          |
| 2004 | Michel Koning Steven Korteling         | Felipe Parada Esteban Zanetti            | 6:1, 7:5          |
| 2002 | Bernardo Mota Diego Moyano             | Radoslaw Lukaew Hamid Mirzadeh           | 1:6, 6:1, 6:4     |
| 2001 | Christian Kordasz Rogier Wassen        | Björn Behles Dirk Britzen                | 6:1, 6:4          |
| 2000 | Boris Bachert Lars Uebel               | Andrés Schneiter Dmitriy Tomashevich     | 4:6, 6:4, 7:5     |
| 1999 | Federico Browne Johan Landsberg        | Björn Phau Markus Wislsperger            | 1:6, 6:3, 6:4     |
| 1998 | Gerald Fauser Thomas Messmer           | Jens Gerlach Jan Grüninger               | 6:4, 6:4          |